# Edificio de la Municipalidad de Santiago

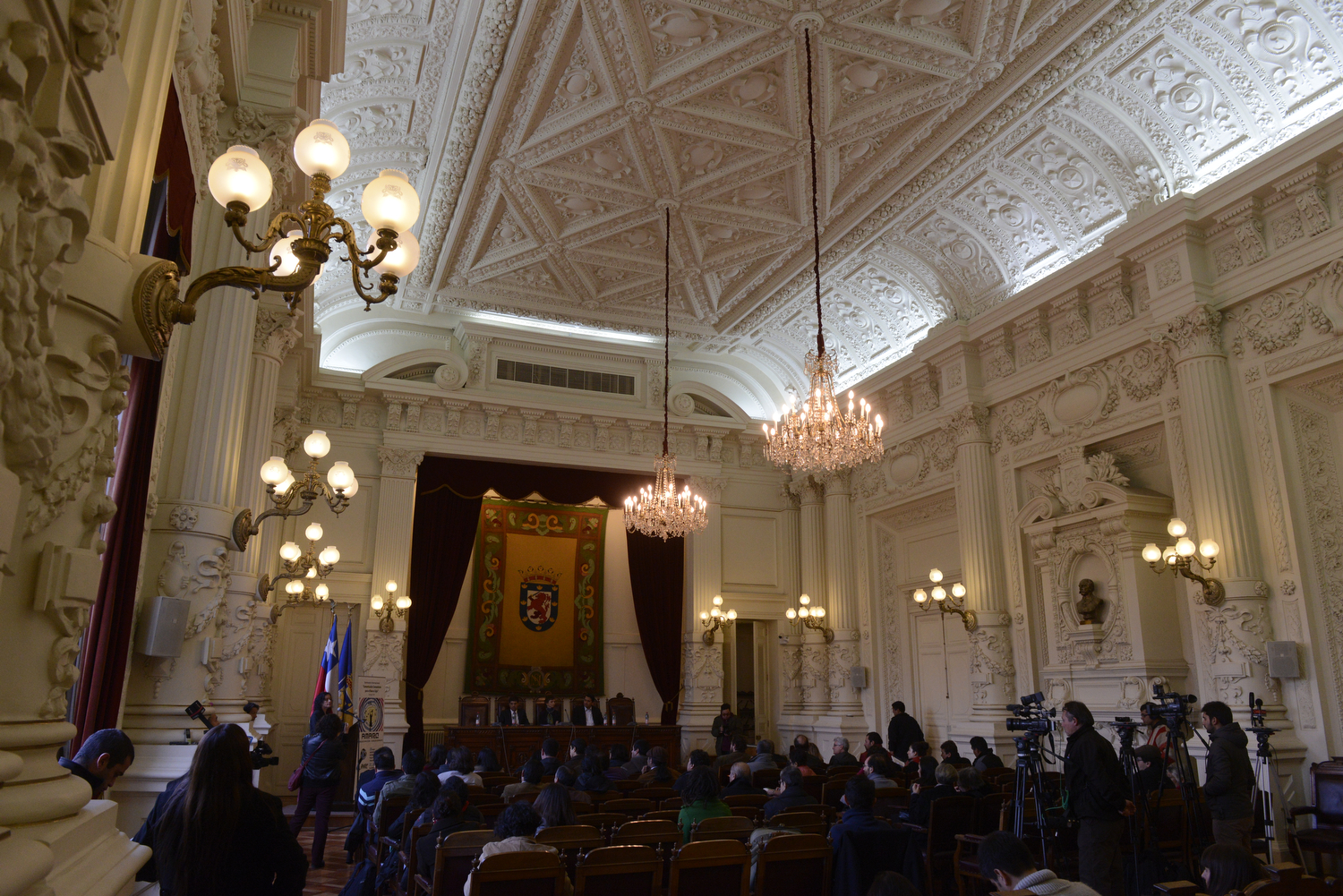
Salón de honor del edificio.

El edificio de la Municipalidad de Santiago es la sede de la Municipalidad de Santiago. Se encuentra en el costado norte de la Plaza de Armas, en la esquina de la calle Monjitas con el paseo 21 de Mayo, a un costado del antiguo Palacio de la Real Audiencia que en la actualidad alberga al Museo Histórico Nacional (MHN).

## Historia
Este solar fue destinado desde la fundación de Santiago a albergar un edificio público, siendo ocupado originalmente por el cabildo de la ciudad y la antigua cárcel colonial. Un primer edificio fue construido entre 1578 y 1647. En 1679 el edificio fue demolido y más tarde, entre 1785 y 1790, fue construido un segundo edificio por el arquitecto italiano Joaquín Toesca, ahora con estilos neoclasicistas.
La fachada tiene una modulación neoclásica, arcos de medio punto, balcón corrido y vanos rectangulares. Antiguamente en el eje del pórtico se elevaba una torre. La transformación posterior le dio un sello neoclásico con elementos de renacimiento italiano, un plomo nuevo marca el acceso como cuerpo central, recorriendo un balcón, conteniendo éste, tres grandes vanos enmarcados en pilastras. La planta se desarrolla en dos niveles, rodeando un hall vidriado, y un subterráneo abovedado, ocupa parte de la planta bajo nivel
Un incendio en 1891 obligó a una reconstrucción realizada por el arquitecto Eugène Joannon. El tercer edificio del solar –que se conserva hasta la actualidad– fue inaugurado en 1895 y oficialmente declarado como sede de la administración comunal. En el año 1976 fue declarado Monumento Histórico.